# Schwarzois
Schwarzois ist eine Ortschaft und eine Katastralgemeinde der Gemeinde Ybbsitz im Bezirk Amstetten in Niederösterreich. Die Ortschaft hat 110 Einwohner (Stand 1. Jänner 2024). Bis Ende 1970 war Schwarzois Teil der selbständigen Gemeinde Waldamt.

## Toponymie
Der Name Schwarzois nimmt Bezug auf die Schwarze Ois, dem Namen der Kleinen Ybbs im Oberlauf.

## Geschichte
Waldamt bildete zusammen mit Schwarzois eine selbständige Gemeinde, die mit 1. Jänner 1971 nach Ybbsitz eingemeindet wurde.

## Siedlungsentwicklung
Zum Jahreswechsel 1979/1980 befanden sich in der Katastralgemeinde Schwarzois insgesamt 52 Bauflächen mit 11.276 m² und 23 Gärten auf 86.345 m², 1989/1990 waren es 51 Bauflächen. 1999/2000 war die Zahl der Bauflächen wieder auf 52 angewachsen und 2009/2010 bestanden 49 Gebäude auf 54 Bauflächen.

## Landwirtschaft
Die Katastralgemeinde ist forstwirtschaftlich geprägt. 162 Hektar wurden zum Jahreswechsel 1979/1980 landwirtschaftlich genutzt und 690 Hektar waren forstwirtschaftlich geführte Waldflächen. 1999/2000 wurde auf 141 Hektar Landwirtschaft betrieben und 700 Hektar waren als forstwirtschaftlich genutzte Flächen ausgewiesen. Ende 2018 waren 136 Hektar als landwirtschaftliche Flächen genutzt und Forstwirtschaft wurde auf 703 Hektar betrieben. Die durchschnittliche Bodenklimazahl von Schwarzois beträgt 15 (Stand 2010).

## Kultur und Sehenswürdigkeiten
- Wallfahrtskirche Maria Seesal